# Bourcet-malet

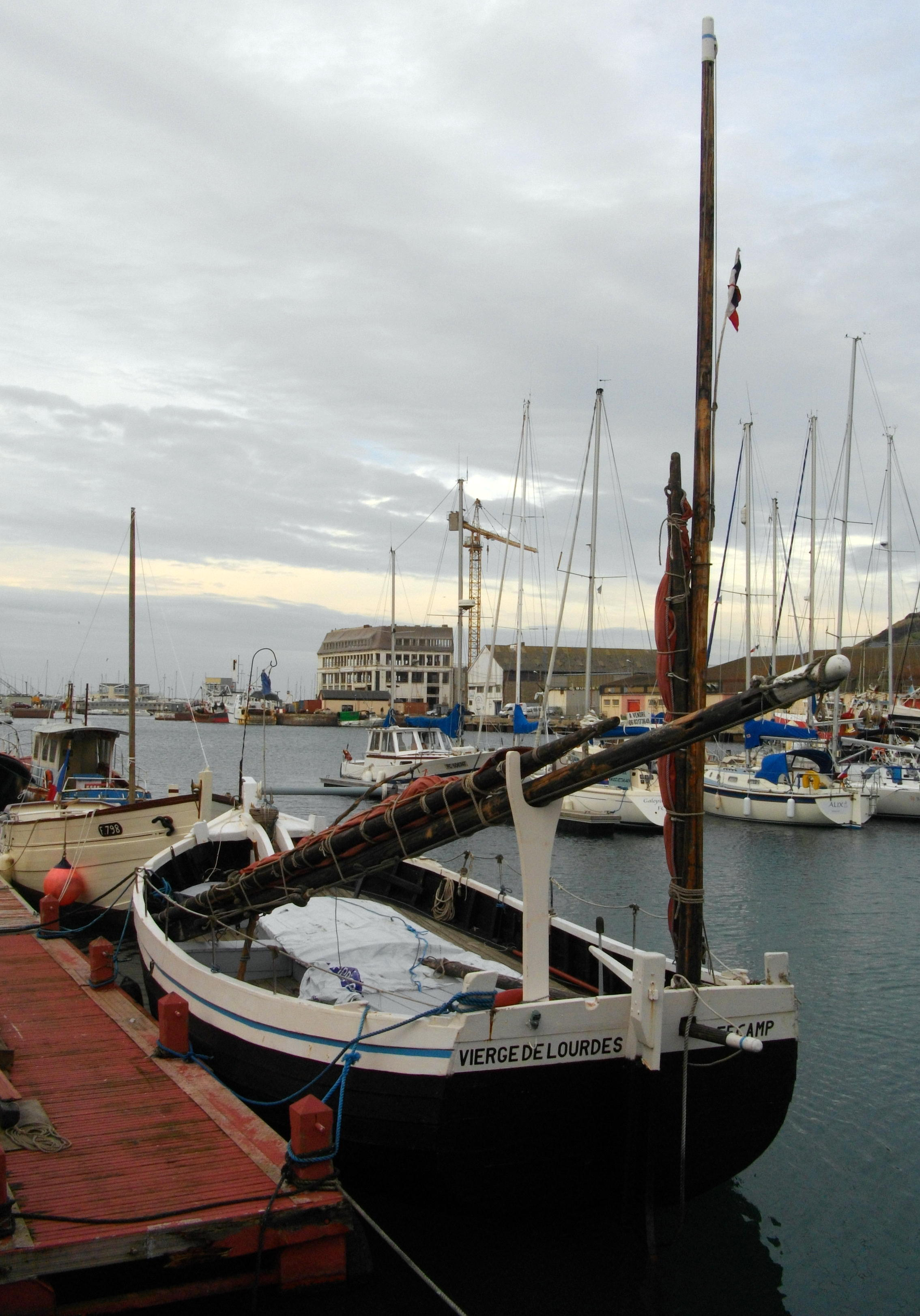
La Vierge de Lourdes, caïque gréée en bourcet-malet. On voit la queue de malet sur l'arrière

Le Bourcet-malet est un type de gréement typique de la Manche comportant deux voiles au tiers et un foc :
- une grand-voile d'avant au tiers sur vergue (le bourcet),
- un tapecul (petite voile d'arrière) au tiers (le malet), bordé sur une queue de malet,
- un foc (petite voile d'avant) établi sur un bout-dehors.

Ce gréement est typique des vaquelottes du Cotentin, des canots de Berck dits flobarts, des flambarts, des camins  du Havre et de certains lougres à deux mâts...

## Littérature
Le premier bateau de Jules Verne, le Saint-Michel I était un bourcet-malet. 

## Exemple de bateaux
- Reine des Flots, vaquelotte ou canot à bourcet-malet de Cherbourg
- Strand Hugg, lougre à bourcet-malet de Granville
- Vierge de Lourdes, caïque à bourcet-malet de Fécamp